# Skotawsko Wielkie
Skotawsko Wielkie (Skotawsko Duże, kasz. Jezoro Wiôldżé Skòtawskò) – jezioro rynnowe leżące na Wysoczyźnie Polanowskiej, na południowy zachód od Czarnej Dąbrówki, gmina Czarna Dąbrówka, powiat bytowski, województwo pomorskie o powierzchni 80 ha. Jezioro znajduje się w kompleksie leśnym Parku Krajobrazowego Dolina Słupi, na jego północnym brzegu leży wieś Skotawsko.